# Schizothorax cryptolepis
Schizothorax cryptolepis är en fiskart som beskrevs av Fu och Ye, 1984. Schizothorax cryptolepis ingår i släktet Schizothorax och familjen karpfiskar. Inga underarter finns listade i Catalogue of Life.